# توبياس إياكونيس
توبياس إياكونيس (بالإنجليزية: Tobias Iaconis)‏‏ (21 فبراير 1971 في لنداشتول - ) هو كاتب سيناريو أمريكي ألماني، ويُعتبر ميكي دوترري شريكه في الكتابة. يُعرف لكتابته عددًا من الأمور مع ميكي، وأفضلها فيلم على بعد خمسة أقدام (2019) وفيلم لعنة لا يورونا (2019)، والتي حصدت إجمالًا أكثر من 200 مليون دولار في شباك التذاكر عالميًا.

## روابط خارجية
- توبياس إياكونيس على موقع IMDb (الإنجليزية)
- توبياس إياكونيس على موقع قاعدة بيانات الفيلم (الإنجليزية)